# 1944年冰岛宪法公投
1944年5月20日至23日，冰岛举行了全民公投。选民被问及冰島是否应終結與丹麦的共主邦聯以及是否应采用新的共和國宪法。最終終結與丹麦的共主邦聯和採用新憲法的選項均獲得98％以上的選民支持。此次全民公投投票率是98.4％。
1918年12月1日通過的《丹麦-冰岛联盟法》授予冰岛独立地位，但两个国家仍维持共主邦聯，丹麦国王同時也是冰岛国王。

## 结果
| 废除《联盟法》           | 71,122 | 99.5 | 377   | 0.5 | 1,559 | 73,058 | 74,272 | 98.4 | 通過 |
| 新宪法                   | 69,435 | 98.5 | 1,051 | 1.5 | 2,572 | 73,058 | 74,272 | 98.4 | 通過 |
| 资料来源：Nohlen＆Stöver |        |      |       |     |       |        |        |      |      |

## 結果
冰島与丹麦的共主邦聯于1944年6月17日正式解散。由于當時丹麦仍被纳粹德国占领，因此许多丹麦人對共主邦聯的解散非常不滿。尽管如此，丹麦国王克里斯蒂安十世还是向冰岛人民发出了贺电。

## 共和國庆典
1944年6月17日，冰島共和國庆祝活动在辛格韦德利举行。